# Bantarjaya (Ranca Bungur)
Bantarjaya is een bestuurslaag in het regentschap Bogor van de provincie West-Java, Indonesië. Bantarjaya telt 10.001 inwoners (volkstelling 2010).